# Guillem de Sentmenat
Guillem de Sentmenat, o de Santamanç, o de Senmanat, va ser un bisbe. Era membre del llinatge dels Sentmenat, que van arribar a Tortosa amb Ramon Berenguer IV durant la reconquesta.
Era canonge i ardiaca major de la Seu tortosina, i va ser nomenat bisbe de Tortosa pel capítol de la Catedral el dia 20 de febrer de 1340, l'endemà de la mort del seu antecessor Berenguer Desprats, però el papa Benet XII, fent ús del seu dret de reserva pontificia, en va invalidar el nomenament i es va reservar la provisió d'aquesta vacant. Va passar un més d'un any amb seu vacant, fins que el 2 d'octubre de 1341 el mateix papa va nomenar Bisbe de Tortosa a Arnau de Lordat, que fins llavors era bisbe d'Urgell, prenent possessió del nou bisbat l'11 de desembre de 1341.